# Impasse de la Grosse-Bouteille
Impasse de la Grosse-Bouteille är en återvändsgata i Quartier des Grandes-Carrières i Paris artonde arrondissement. Gatan är uppkallad efter en vinhandlares butiksskylt, À la grosse Bouteille. Impasse de la Grosse-Bouteille börjar vid Rue du Poteau 67.

## Omgivningar
- Sainte-Geneviève des Grandes Carrières
- Saint-Jean de Montmartre
- Square Léon-Serpollet
- Square Raymond-Souplex

## Bilder
| - Gatuskylt. - Sainte-Geneviève des Grandes Carrières. - Saint-Jean de Montmartre. - Square Léon-Serpollet. - Square Raymond-Souplex. |

## Kommunikationer
- Tunnelbana – linje  – Porte de Clignancourt
- Tunnelbana – linje  – Jules Joffrin
- Busshållplats Damrémont – Championnet – Paris bussnät

### Webbkällor
- ”Impasse de la Grosse-Bouteille”. Mairie de Paris. https://web.archive.org/web/20150910124939/http://www.v2asp.paris.fr/commun/v2asp/v2/nomenclature_voies/Voieactu/4314.nom.htm. Läst 6 september 2023.
- ”Impasse de la Grosse-Bouteille (18ème arrondissement)”. Les rues de Paris. https://web.archive.org/web/20190519002751/http://www.parisrues.com/rues18/paris-18-impasse-de-la-grosse-bouteille.html. Läst 6 september 2023.